# Македонский музей современного искусства
Македонский музей современного искусства  — один из трёх музеев современного искусства в Салониках, Греция.

## История создания
Македонский музей современного искусства создан в 1979 году, по инициативе группы жителей Салоники, проявленной после разрушительного землетрясения 1978 года. Инициатива принадлежит Маро Лагия и была немедленно поддержана коллекционером произведений искусств, критиком и меценатом Александросом Иоласом.
47 произведений современного искусства, подаренных Иоласом, стали ядром вокруг которого образовалась постоянная экспозиция музея.
Впоследствии дирекция музея назвала его именем новое 3-этажное крыло. Дар сделанный Иоласом послужил примером для его последователей. Известные коллекционеры Магда Кодзиа , Franz Geiger, Александрос и Доротея Ксидис, Георгиос Апергис и Димитриос Меймароглу, и вместе с ними многие художники, подарили и продолжают дарить музею свои коллекции и работы
.

## Постоянная экспозиция
В настоящее время постоянная экспозиция музея состоит из 2000 работ греческих и иностранных художников.
Кроме постоянной экспозиции, музей организовал более 100 экспозиций греческих и иностранных художников: выставки-ретроспективы художников Царухис, Яннис, Цоклис, Кондоглу, Фотис, Хадзикирьякос-Гикас, Никос , Коккинидис, Фассианос, Алекос, Спиропулос, Психопаидис, Павлос, Кессанлис, Акритакис, Уорхол, Энди, Катзуракис и Пердикарис были организованы впервые в Греции; другие экспозиции были посвящены Флуксус, Делоне, Робер, Делоне, Соня, Матта, Роберто Себастьян, Viallat, Бойс, Йозеф, Uecker, Greenaway, Хокни, Дэвид, Эрнст, Макс, Barlach, Бекман, Макс, Zervos, Vlassis Kaniaris, Varotsos, Takis, Molfessis, Lazongas, Papadimitriou, Stephen Antonakos, Zongolopoulos, Mytaras, Triandafyllou, Ekonomopoulos, Alithinos, Theodoulos, и многим другим художникам. Македонский музей современного искусства издал более 50 каталогов сопровождающих персональные и групповые экспозиции.

## Библиотека
В библиотеке хранятся свыше 2500 книг и изданий о живописи скульптуре и фотографии. Все каталоги, изданные музеем, аудио и видео материалы, архивы музея доступны публике.